# Ven y tómalo

## Origen
«Ven y tómalo» (en inglés: Come and Take it) es un eslogan histórico, utilizado por primera vez en el 480 a. C. en la batalla de las Termópilas por el rey espartano Leónidas I como una respuesta desafiante y última resistencia a la rendición exigida por el ejército persa (véase: Molon labe), y más tarde en 1778 en Fort Morris en la Provincia de Georgia durante la Revolución Americana, y en 1835 en la Batalla de Gonzales durante la Revolución de Texas.

## Guerra de Independencia de los Estados Unidos
Sunbury, Georgia, es ahora un pueblo fantasma, aunque en el pasado estuvo activo como puerto, ubicado al este de Hinesville, Georgia . Fort Morris fue construido en Sunbury por la autoridad del Congreso Continental . Un contingente de soldados británicos intentó tomar el fuerte el 25 de noviembre de 1778. El contingente estadounidense en Fort Morris estuvo dirigido por el coronel John McIntosh (c. 1748–1826). Los estadounidenses contaban con solo 127 soldados continentales más milicianos y ciudadanos locales. El fuerte en sí fue construido toscamente y no podría haber resistido ningún ataque concertado.
El comandante británico, el Coronel Fuser, exigió la rendición de Fort Morris a través de una nota escrita a los rebeldes estadounidenses. Aunque claramente superado en número (solo tenía alrededor de 200 hombres, más artillería), la desafiante respuesta escrita del coronel McIntosh a la demanda británica incluía la siguiente línea: "En cuanto a la entrega del fuerte, reciba esta lacónica respuesta : ¡VEN Y TOMALO!" . Los británicos se negaron a atacar, en gran parte debido a su falta de inteligencia con respecto a otras fuerzas en el área. El coronel Fuser creía que una escaramuza reciente en el área, combinada con la bravuconería del coronel McIntosh, podría haber reflejado refuerzos, por lo que los británicos se retiraron.
Los británicos regresaron en enero de 1779 con una fuerza mayor. Más tarde conquistaron y controlaron casi todo Georgia durante los años siguientes. El desafío de McIntosh fue un evento exitoso y heroico que inspiró a los patriotas cuando la guerra se trasladó a las Carolinas y luego al norte. 

En reconocimiento a su valor de defender Fort Morris en Sunbury, la Legislatura de Georgia le otorgó a McIntosh una espada con las palabras "Ven y tómalo" grabadas en la hoja. Más tarde, McIntosh sirvió en la guerra de 1812 como general estadounidense y aún protegía la costa de Georgia. Sirvió con honor, recibiendo honores de la Ciudad de Savannah por su servicio. 

## Revolución de Texas
A principios de enero de 1831, Green DeWitt le escribió a Ramón Músquiz, el principal funcionario político de Bexar, y le solicitó armamento para la defensa de la colonia de Gonzales . Esta solicitud fue concedida mediante la entrega de un pequeño cañón usado. El pequeño cañón de hierro fundido fue recibido por la colonia y firmado el 10 de marzo de 1831 por James Tumlinson, Jr. El cañón giratorio se montó en un blocao en Gonzales y más tarde fue objeto del orgullo de Texas .
En la escaramuza menor conocida como la Batalla de Gonzales, la primera batalla terrestre de la Revolución de Texas contra México, un pequeño grupo de tejanos resistió con éxito a las fuerzas mexicanas que tenían órdenes del coronel Domingo de Ugartechea de apoderarse de su cañón .
Como símbolo de desafío, los tejanos habían diseñado una bandera que contenía la frase "Come and Take It" (en español, Ven y tómalo)  con una estrella negra y una imagen de un cañón que habían recibido cuatro años antes de funcionarios mexicanos. Este fue el mismo mensaje que se envió al gobierno mexicano cuando le dijeron a los tejanos que devolvieran el cañón; el incumplimiento de las demandas iniciales condujo al intento fallido de los militares mexicanos de recuperar por la fuerza el cañón.

## Usos adaptados
La primera versión modificada conocida, de la década de 1990, reemplaza el cañón con un rifle M16 y se exhibió en un mitin de la Declaración de Derechos en Arizona luego del anuncio del presidente George HW Bush de que ciertos tipos de armas de fuego y partes de armas de fuego estarían prohibidos. Se mostró en varios mítines y eventos de campaña posteriores hasta fines de la década de 1990, y ahora reside en una colección privada.
En 2002, se creó una versión de la bandera que mostraba un rifle Barrett .50 BMG. Otras versiones han representado varias armas de fuego e incluso otros objetos. Durante las finales de la Copa Stanley de 2000, al menos un fanático de los Dallas Stars había creado una réplica de la bandera con la Copa Stanley reemplazando el cañón; los Stars fueron los campeones defensores ese año.
Actualmente esta bandera se ha asociado con grupos estadounidenses a favor de las armas.